# Ларрокетт, Джон
Джон Ларрокетт (англ. John Larroquette; род. 25 ноября 1947, Новый Орлеан, Луизиана, США) — американский актёр кино, театра и телевидения, пятикратный лауреат премии «Эмми» (1985, 1986, 1987, 1988, 1998), лауреат премий «Тони» и «Драма Деск» (2011), номинант на премию «Золотой глобус» (1988).

## Биография
Полное имя актёра — Джон Эдгар Бернард Ларрокетт-младший (англ. John Edgar Bernard Larroquette Jr.). Он родился в 1947 году в Новом Орлеане, штат Луизиана, в семье магазинного клерка Берталлы Орамус (Хельмштеттер) и моряка ВМС США Джона Эдгара Ларрокетта младшего. В детстве играл на кларнете и саксофоне. В 1973 году Ларрокетт переехал в Голливуд.

## Карьера
В 1974 году он начинает работу над озвучиванием рассказчика в фильме ужасов Тоуба Хупера «Техасская резня бензопилой», однако в титрах его не указывают.
Известность Джону приносит роль хамоватого и сексуально одержимого адвоката Дэна Филдинга в телевизионном сериале «Ночной суд» (1984—1992), который транслировался каналом NBC. За эту роль Ларрокетт четыре раза подряд получал премии «Эмми» в номинации «Лучший актёр второго плана в комедийном телесериале». Помимо «Эмми», в 1988 году Джон Ларокетт был номинирован на получение престижной награды «Золотой глобус».
Ещё одной известной работой Джона Ларрокетта является роль самовлюблённого психопата и гомосексуала Джои Хериса в драматическом сериале «Практика». За отличную игру актёр в 1998 году получил пятую «Эмми», на этот раз — в номинации «Лучший приглашённый актёр в драматическом телесериале». После «Практики» Джон Ларрокетт появился в эпизоде другого известного телесериала «Западное крыло».
В 2004—2007 годах Ларрокетт играл главную роль в серии телевизионных фильмов о приключениях калифорнийского адвоката Майка Макбрайда. В 2007 году Джон присоединился к актёрскому составу сериала «Юристы Бостона» и снялся в одном из эпизодов знаменитого сериала «Доктор Хаус», сыграв роль пациента больницы, находящегося в глубокой коме, которого смогли разбудить, чтобы спасти его сына.
Ларрокетт также играл в достаточно знаменитых кинофильмах — «Звёздный путь 3: В поисках Спока» (1984), «Свидание вслепую» (1987), «Джон Ф. Кеннеди. Выстрелы в Далласе» (1991), «Богатенький Ричи» (1994), «Сказки Юга» (2006) и др.

## Личная жизнь
Со своей женой Элизабет Энн Куксон актёр познакомился в 1974 году. У них родилось трое детей.
В 1970—1980-х годах у Ларрокетта были проблемы с алкоголизмом, перестал пить в феврале 1982 года.
У Джона Ларрокетта есть одно увлечение — он коллекционирует редкие книги. Среди его любимых авторов: Сэмюэл Беккет, Чарльз Буковски, Энтони Бёрджесс, Уильям Берроуз и Робинсон Джефферс.

## Фильмография

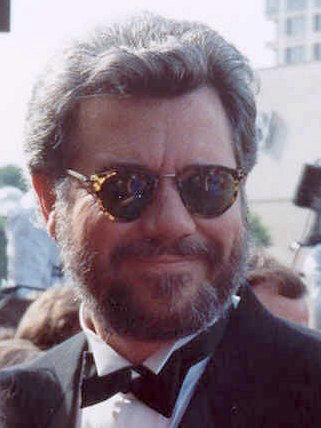
Актёр на церемонии вручения премии «Эмми» в 1988 году.

| Год       |    | Русское название                    | Оригинальное название                      | Роль                             |
| --------- | -- | ----------------------------------- | ------------------------------------------ | -------------------------------- |
| 1974      | ф  | Техасская резня бензопилой          | The Texas Chain Saw Massacre               | рассказчик                       |
| 1975      | с  | Санфорд и сын                       | Sanford and Son                            | Мюррей Стейнберг                 |
| 1975      | с  | Коджак                              | Kojak                                      | моряк                            |
| 1979      | с  | Трое — это компания                 | Three's Company                            | полицейский                      |
| 1980      | ф  | Стук сердца                         | Heart Beat                                 | телеведущий ток-шоу              |
| 1980      | ф  | Другие ипостаси                     | Altered States                             | техник                           |
| 1981      | с  | Морк и Минди                        | Mork & Mindy                               | Баба Хоуп                        |
| 1981      | ф  | Добровольцы поневоле                | Stripes                                    | капитан Стиллман                 |
| 1982      | с  | Даллас                              | Dallas                                     | Филипп Колтон                    |
| 1982      | ф  | Люди-кошки                          | Cat People                                 | Бронт Джадсон                    |
| 1982      | с  | С девяти до пяти                    | 9 to 5                                     |                                  |
| 1983      | ф  | Сумеречная зона                     | Twilight Zone: The Movie                   | К.К.К.                           |
| 1984      | ф  | Выбери меня                         | Choose Me                                  | Билли Эйс                        |
| 1984      | ф  | Звёздный путь 3: В поисках Спока    | Star Trek III: The Search for Spock        | Малтз                            |
| 1984      | ф  | Фрикадельки 2                       | Meatballs Part II                          | лейтенант Феликс Фоксглов        |
| 1984      | ф  | Ремингтон Стил                      | Remington Steele                           | Натан Фиттс                      |
| 1984—1992 | с  | Ночной суд                          | Night Court                                | Дэн Филдинг                      |
| 1987      | ф  | Свидание вслепую                    | Blind Date                                 | Дэвид Бедфорд                    |
| 1990      | ф  | Сумасшедший дом                     | Mad House                                  | Марк Баннистер                   |
| 1991      | ф  | Джон Ф. Кеннеди. Выстрелы в Далласе | JFK                                        | Джерри Джонсон                   |
| 1993—1996 | с  | Шоу Джона Ларрокетта                | The John Larroquette Show                  | Джон Хемингуэй                   |
| 1994      | ф  | Богатенький Ричи                    | Ri¢hie Ri¢h                                | Лоуренс Ван Дог                  |
| 1995      | с  | Мир Дэйва                           | Dave's World                               | адвокат Дэйва                    |
| 1997—2002 | с  | Практика                            | The Practice                               | Джои Херис                       |
| 1999      | с  | Пэйн                                | Payne                                      | Роял Пэйн                        |
| 2000      | с  | Десятое королевство                 | The 10th Kingdom                           | Тони Льюис                       |
| 2000      | с  | Западное крыло                      | The West Wing                              | Лайонел Трибби                   |
| 2003      | ф  | Техасская резня бензопилой          | The Texas Chainsaw Massacre                | рассказчик                       |
| 2004      | ф  | Свадебная лихорадка                 | Wedding Daze                               | Джек Лэндри (отец) / Jack Landry |
| 2005      | с  | Джоуи                               | Joey                                       | Бенджамин Локвуд                 |
| 2005      | с  | Секреты на кухне                    | Kitchen Confidential                       | шеф-повар Джерард                |
| 2005      | с  | Макбрайд                            | McBride                                    | Майк МакБрайд                    |
| 2006      | ф  | Сказки Юга                          | Southland Tales                            | Вон Смоллхауз                    |
| 2006      | с  | Доктор Хаус                         | House                                      | Гэбриел Возняк                   |
| 2006      | ф  | Техасская резня бензопилой: Начало  | The Texas Chainsaw Massacre: The Beginning | рассказчик                       |
| 2006      | с  | Замедленное развитие                | Arrested Development                       | в роли самого себя               |
| 2007—2008 | мс | Бэтмен                              | The Batman                                 | Мастер зеркал                    |
| 2007—2008 | с  | Юристы Бостона                      | Boston Legal                               | Карл Сэк                         |
| 2008—2011 | с  | Чак                                 | Chuck                                      | Роан Монтгомери                  |
| 2009      | ф  | Зелёный Фонарь: Первый полёт        | Green Lantern: First Flight                | Томар-Ре                         |
| 2009      | с  | Закон и порядок: Специальный корпус | Law & Order: Special Victims Unit          | Рэндалл Карвер                   |
| 2009—2010 | мс | Финес и Ферб                        | Phineas and Ferb                           | капитан Боб Уэббер               |
| 2010      | с  | Белый воротничок                    | White Collar                               | Донован                          |
| 2010      | с  | Парки и зоны отдыха                 | Parks and Recreation                       | Фрэнк Бекерсон                   |
| 2010      | ф  | Ствол                               | Gun                                        | Сэм Бодеккер                     |
| 2010      | с  | C.S.I.: Место преступления Нью-Йорк | CSI: NY                                    | шеф Тед Карвер                   |
| 2012      | мс | Щенки из приюта 17                  | Pound Puppies                              | мэр                              |
| 2013      | с  | Обман                               | Deception                                  | Дуайт Хэйверсток                 |
| 2014      | с  | Почти человек                       | Almost Human                               | доктор Найджел Вон               |
| 2014—2018 | с  | Библиотекари                        | The Librarians                             | Дженкинс/Галахад                 |
| 2015      | с  | На грани                            | The Brink                                  | Роберт Киттредж                  |
| 2017—2018 | с  | Я, опять я и снова я                | Me, Myself & I                             | Алекс Райли                      |
| 2018      | с  | Мерфи Браун                         | Murphy Brown                               | судья Нейт Кэмпбелл              |
| 2019      | с  | Сумеречная зона                     | The Twilight Zone                          | президент Джеймс Стивенс         |
| 2019      | с  | Кровь и сокровище                   | Blood & Treasures                          | Джейкоб Уитмен Риз III           |
| 2020      | с  | Хорошая борьба                      | The Good Fight                             | Гэвин Ферт                       |
| 2022      | ф  | Техасская резня бензопилой          | Texas Chainsaw Massacre                    | рассказчик                       |
| 2023—2025 | с  | Ночной суд                          | Night Court                                | Дэн Филдинг                      |

## Работы в театре
- 1989—1990 — «Аристократы» — Казимир — Mark Taper Forum
- 2002 — Oscar and Felix: A New Look at the Odd Couple — Оскар — Geffen Playhouse
- 2010 — «Оливер Паркер!» — Джаспер — Cherry Lane Theatre
- 2011 — «Как преуспеть в бизнесе, ничего не делая» — Джей Би Биггли — Al Hirschfeld Theatre
- 2012 — «Самый достойный» — Уильям Рассел — John Golden Theatre
- 2019 — Nantucket Sleigh Ride — Эдмунд Говери — Mitzi E. Newhouse Theater
- 2021 — The Heat — Arizona Theatre